# UFC 159
UFC 159: Jones vs. Sonnen fue un evento de artes marciales mixtas celebrado por Ultimate Fighting Championship el 27 de abril de 2013 en el Prudential Center, en Newark, Nueva Jersey.

## Historia
Jimy Hettes se iba a enfrentar a Steven Siler en este evento. Sin embargo, Hettes sufrió una lesión y fue reemplazado por Kurt Holobaugh.
Joe Proctor y Al Iaquinta iban a pelear en el evento. Sin embargo, la pelea fue cancelada debido a que ambos sufrieron lesiones en sus respectivos entrenamientos previos al combate.
Johnny Bedford esperaba enfrentarse a Erik Pérez en el evento. Sin embargo, Pérez se retiró de la pelea días antes del evento citando una lesión y fue reemplazado por Bryan Caraway.

## Resultados
1. ↑  Por el Campeonato de Peso Semipesado de UFC.
2. ↑  Belcher sufrió un piquete en el ojo.
3. ↑  Originalmente Healy había ganado por sumisión técnica (rear-naked choke) en el 4:02 del tercer asalto, pero el resultado fue cambiado a "Sin resultado" después de que Healy diera positivo por marihuana.
4. ↑  Villante sufrió un piquete en el ojo.

## Premios extra
Cada uno de los siguientes peleadores recibió un bono de $65 000:
- Pelea de la Noche: Jim Miller vs. Pat Healy^
- KO de la Noche: Roy Nelson
- Sumisión de la Noche: Bryan Caraway^

^Pat Healy había ganado estos dos bonos, pero estos fueron anulados después de que diera positivo por marihuana durante el examen de drogas después del combate.